# Rudolf Agricola
Rudolf Agricola, soprannominato Frisius (in olandese: Roelof Huysman; Baflo, 17 febbraio 1443 – Heidelberg, 27 ottobre 1485), è stato un umanista olandese.

## Biografia
Rudolf Agricola nacque a Baflo in Frisia il 17 febbraio 1443, dal 1484 fu professore di filosofia nell'Università di Heidelberg.
Il padre di Rudolf Agricola è il pastore Hendrik Vries, abate del monastero di Selwert. La tradizione vuole che, il giorno della sua elezione ad abate, Hendrik ricevette anche la notizia di essere diventato padre di un figlio: Roelof Huisman alias Rodolphus Agricola. Si dice che Hendrik abbia dichiarato: "Molto bene, oggi sono diventato padre due volte". A rigor di termini, Agricola era un figlio illegittimo, perché suo padre era sacerdote e i suoi genitori non erano sposati. Agricola prese il cognome di sua madre (Huisman), la quale apparteneva probabilmente ad una benestante famiglia di agricoltori. 
Dopo un soggiorno alla scuola Saint-Martin a Groninga, studiò dal 1456 al 1458 ad Erfurt. 
Nel 1465 conseguì il titolo di magister a Lovanio.
Nel 1468 inizia a studiare diritto a Pavia. Nel 1475 si trasferisce a Ferrara per studiare il greco al servizio del duca Ercole I. 
Nel 1479 ritorna a Groninga per diventare segretario e diplomatico della città. Durante il viaggio di ritorno completa la sua opera principale, il De inventione dialectica.
Nel 1484 rinuncia all'incarico per dedicarsi allo studio dell'ebraico ad Heidelberg. 
Nel 1485 accompagna il suo amico Johann von Dalberg, vescovo di Worms, a Roma. Nel viaggio di ritorno si ammala gravemente e muore ad Heidelberg il 27 ottobre.
Risentì dell'influsso del movimento umanistico d'Italia, dove soggiornò a lungo; si inserisce nel filone degli Umanisti stranieri non pienamente convinti del primato della retorica e favorevoli alla dialettica. 
Nel De Inventione Dialectica libri tres (1479) critica fortemente Aristotele a causa della sua oscurità e della lontananza dal senso comune e combatte il logicisimo aristotelico-scolastico. Secondo il suo pensiero, nella retorica il docere (insegnare) va difeso dalle "usurpazioni dei retori" sospettati di tendenze edonistiche, poiché è più importante del movere (eccitare, animare) e del delectare (compiacere, rallegrare).

## Opere
- De Inventione Dialectica libri tres 1479 (trad. it. Venezia, 1567)
- In laudem philosophiae et reliquarum artium oratio 1476
- De formando studio 1484